# Jalen Harris
Jalen Harris (Dallas, 14 agosto 1998) è un cestista statunitense.

## Carriera

### High school
Nato a Dallas, in Texas, figlio di Karlin Kennedy ed Erion Harris i quali giocavano a basket alla SMU, ha due fratelli minori e una sorella. È cresciuto a Duncanville giocando a basket, calcio e baseball. Ha rinunciato al calcio dopo un infortunio alle medie, dopodiché si è allenato con il padre per diventare un giocatore di basket di alto livello. Suo padre ha formato la squadra di viaggio Dallas Heroes attorno a suo figlio alla scuola media.
Ha frequentato la Duncanville High School ed è cresciuto fino a 192 cm al secondo anno. Da junior, ha avuto una media di 15 punti, 4 rimbalzi e 2 assist a partita ed è stato nominato Offensive Player of the Year del distretto 8-6A. Ha subito una frattura alle vertebre durante un evento AAU, costringendolo a saltare metà della sua stagione da senior. Tuttavia, Harris è stato nuovamente nominato Offensive Player of the Year del distretto 8-6 da senior.  Ha registrato una media di 23 punti, 7 rimbalzi, 4 assist e 2 palle recuperate a partita da senior e ha tirato il 55% dal campo e il 45% da tre punti. In una partita contro Cedar Hill High School, Harris ha segnato 44 punti. È stato valutato come il 16° miglior giocatore e la nona migliore guardia in Texas nella sua classe da Rivals. Harris ha rifiutato le offerte dell'Indiana e Kansas State per firmare con la Louisiana Tech.

### College
Harris ha iniziato la sua carriera collegiale alla Louisiana Tech. Come matricola, ha messo a referto una media di 10,9 punti e 3,1 rimbalzi a partita.  Al secondo anno, Harris ha guidato i Bulldogs nel punteggio con 15,3 punti a partita, con una media di 4,4 rimbalzi, 2,4 assist e 1,1 palle rubate a partita, tirando il 44,4% da dietro l'arco. Nel gennaio 2018, ha deciso di giocare con il Nevada rispetto alle offerte di Oklahoma State, Tulsa e Stephen F. Austin. Dopo la redshirt season, l'allenatore Musselman partì per Arkansas e Harris entrò di nuovo nel portale dei trasferimenti il giorno prima che la scuola assumesse Steve Alford. Nonostante l'interesse ricevuto da Gonzaga e SMU, Harris ha deciso di rimanere in Nevada. Ha saltato la sua seconda partita con la sua nuova squadra per un infortunio al piede. In otto partite nel gennaio 2020, Harris ha fatto registrare una media di 27 punti, 5,4 rimbalzi e 4,4 assist a partita. L'11 febbraio è stato nominato Oscar Robertson National Player of the Week dalla US Basketball Writers Association dopo aver segnato 38 punti contro l'Air Force e 32 punti contro San Diego State. Ha messo a referto 29 punti, 14 rimbalzi in carriera, cinque assist e due palle rubate nella vittoria per 82-79 ai supplementari contro l'UNLV il 12 febbraio, diventando l'undicesimo giocatore del Nevada a totalizzare almeno 20 punti, 10 rimbalzi e cinque assist in una partita. Harris è il primo giocatore del Nevada dopo Nick Fazekas nel 2006 ad avere quattro o più partite da 30 punti in una stagione. Al termine della stagione regolare, Harris è stato inserito nel First Team dell'All- Mountain West Conference. Ha avuto una media di 21,7 punti e 6,5 rimbalzi a partita. Dopo la stagione, Harris ha dichiarato la sua eleggibilità per il Draft NBA 2020.

### NBA

#### Toronto Raptors (2020-2021)
Il 18 novembre 2020, al Draft NBA 2020, viene selezionato con la 59ª scelta assoluta dai Toronto Raptors.

## Statistiche

### College
| Anno      | Squadra          | PG | PT | MP   | TC%  | 3P%  | TL%  | RP  | AP  | PRP | SP  | PP   |
| --------- | ---------------- | -- | -- | ---- | ---- | ---- | ---- | --- | --- | --- | --- | ---- |
| 2016-2017 | L.T. Bulldogs    | 27 | 2  | 22,9 | 44,7 | 31,9 | 88,3 | 3,1 | 1,6 | 0,8 | 0,3 | 10,9 |
| 2017-2018 | L.T. Bulldogs    | 11 | 11 | 25,1 | 47,8 | 44,4 | 83,0 | 4,4 | 2,4 | 1,1 | 0,3 | 15,3 |
| 2019-2020 | Nevada Wolf Pack | 30 | 30 | 33,0 | 44,6 | 36,2 | 82,3 | 6,5 | 3,9 | 1,1 | 0,1 | 21,7 |
| Carriera  | Carriera         | 68 | 43 | 27,7 | 45,1 | 35,9 | 83,8 | 4,8 | 2,7 | 1,0 | 0,2 | 16,4 |

### NBA

#### Regular Season
| Anno      | Squadra         | PG | PT | MP   | TC%  | 3P%  | TL%  | RP  | AP  | PRP | SP  | PP  |
| --------- | --------------- | -- | -- | ---- | ---- | ---- | ---- | --- | --- | --- | --- | --- |
| 2020-2021 | Toronto Raptors | 13 | 2  | 13,2 | 50,0 | 47,2 | 77,8 | 1,4 | 1,3 | 0,6 | 0,0 | 7,4 |
| Carriera  | Carriera        | 13 | 2  | 13,2 | 50,0 | 47,2 | 77,8 | 1,4 | 1,3 | 0,6 | 0,0 | 7,4 |

### G League
| Anno      | Squadra          | PG | PT | MP   | TC%  | 3P%  | TL%  | RP  | AP  | PRP | SP  | PP   |
| --------- | ---------------- | -- | -- | ---- | ---- | ---- | ---- | --- | --- | --- | --- | ---- |
| 2020-2021 | Raptors 905      | 7  | 7  | 29,4 | 46,2 | 50,0 | 66,7 | 4,1 | 2,3 | 1,1 | 0,6 | 17,6 |
| 2022-2023 | Westch. Knicks   | 7  | 3  | 28,7 | 31,9 | 31,6 | 85,7 | 3,1 | 3,1 | 0,4 | 0,3 | 11,6 |
| 2023-2024 | Windy City Bulls | 35 | 15 | 23,7 | 43,8 | 36,4 | 91,9 | 3,1 | 2,5 | 0,9 | 0,4 | 12,3 |
| Carriera  | Carriera         | 49 | 25 | 25,2 | 42,2 | 38,1 | 84,8 | 3,3 | 2,6 | 0,9 | 0,4 | 12,9 |

## Palmarès

### NCAA
- Conference USA All-Freshman Team (2017)
- Mountain West Newcomer of the Year (2020)
- First-team All-Mountain West (2020)